# Jésus remettant à saint Pierre les clefs du Paradis
Jésus remettant à saint Pierre les clefs du Paradis est un tableau réalisé par le peintre français Jean-Auguste-Dominique Ingres en 1820 à Rome, puis retouché en 1841-1842 à Paris. De format vertical, cette huile sur toile est une peinture chrétienne qui représente Jésus-Christ donnant à saint Pierre, à genoux à ses pieds, les clés du Paradis, vers lequel il pointe du doigt. Partie des collection du musée du Louvre, l'œuvre se trouve en dépôt au musée Ingres-Bourdelle, à Montauban.